# Горбач Микола Андрійович
Горбач Микола Андрійович (1932 с. Тернівка, Кагарлицький (нині Обухівський р-н, Київська обл.) - 27 червня 2010, Кагарлик) –  Заслужений журналіст України, член Національної Спілки журналістів України.

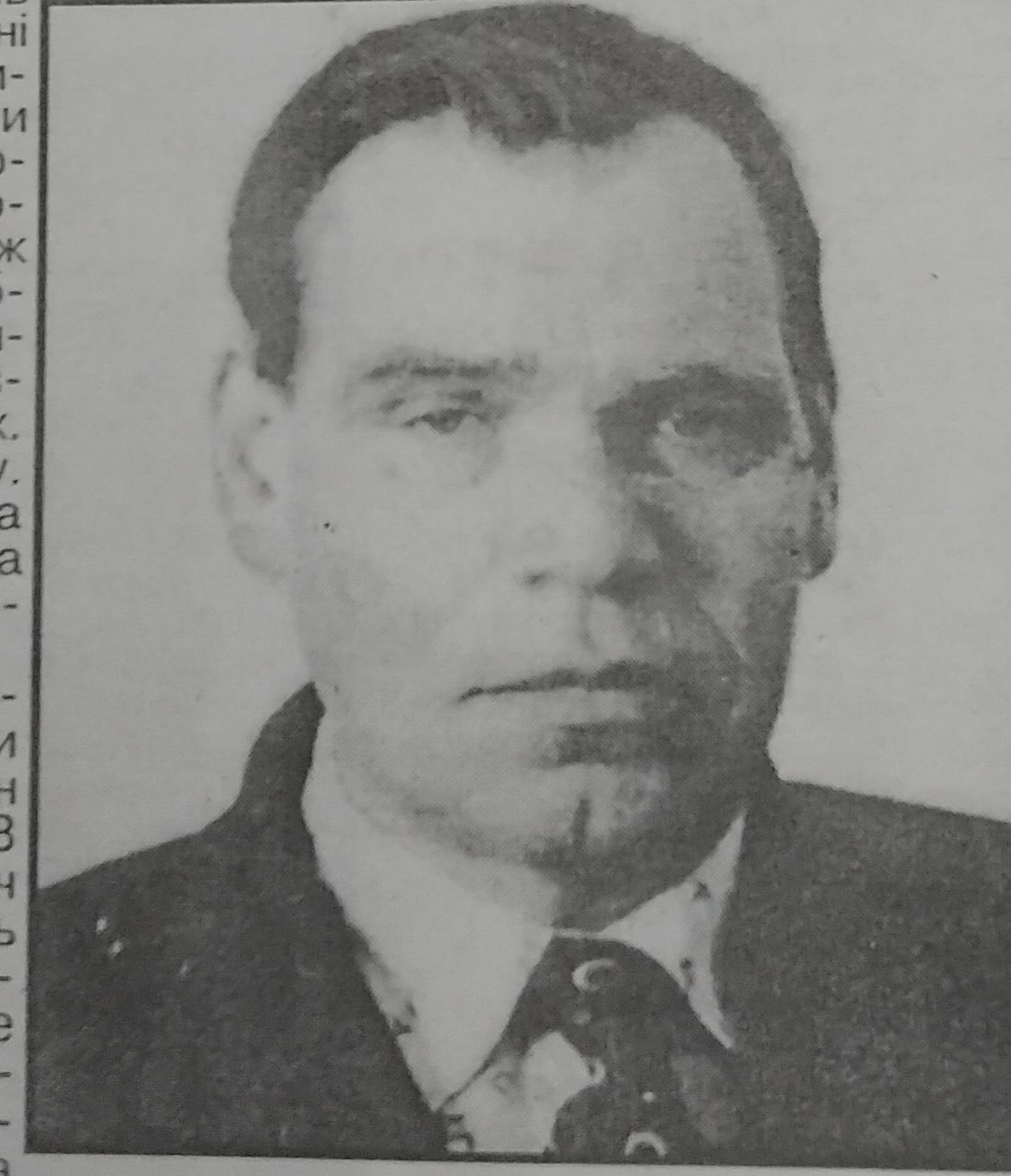
Горбач Микола Андрійович

## Життєпис
Горбач Микола Андрійович народився у 1932 році в селі Тернівка Кагарлицького (нині Обухівського району) Київської області - журналіст.
У Другій світовій війні загинув батько. Микола був єдиним сином у багатодітній родині, тому у повоєнний час доводилось важко працювати.
У 1952 році закінчив відмінником середню школу у селі Шубівка Кагарлицького (нині Обухівський р-н) Київської обл.
З 1953 року працював учителем у Мирівській семирічній школі. В той час відмінникам дозволялось вчителювати у семирічках. Дорога з Тернівки до Мирівки не близька, але то були своєю працею зароблені гроші.
Працював у редакції Кагарлицької районної газети "Червона нива". Починав коректором-літпрацівником, через півтора року призначений завідуючим відділу по роботі з сількорами.
У 1955 році вступив до Житомирського педінституту на фізико-математичний факультет.
3 1958 по 1962 рік навчався у Вищій партійній школі Києва.
У 1962 році повернувся у Кагарлик. Працював лектором Кагарлицького райкому партії. Його поважили колеги і цінувало керівництво.
У 1968 році повернувся у газету, але то був уже "Будівник комунізму", на посаду заступника редактора газети.
З 1972 року по 1992 рік - редактор Кагарлицької районної газети "Будівник комунізму".
Помер Горбач Микола Андрійович 27 червня 2010 року у Кагарлику. 

## Відзнаки
Заслужений журналіст України (2000).
Орден "Знак пошани", медаль "Ветеран праці", інші нагороди та грамоти.
Ім’я Миколи Андрійовича занесено до Почесної книги "Гордість і слава Кагарличчини".
Почесний громадянин Кагарлицького району.